# Theretra nessus
Theretra nessus is een vlinder uit de familie van de pijlstaarten (Sphingidae). De wetenschappelijke naam van de soort werd in 1773 gepubliceerd door Dru Drury.

## Beschrijving

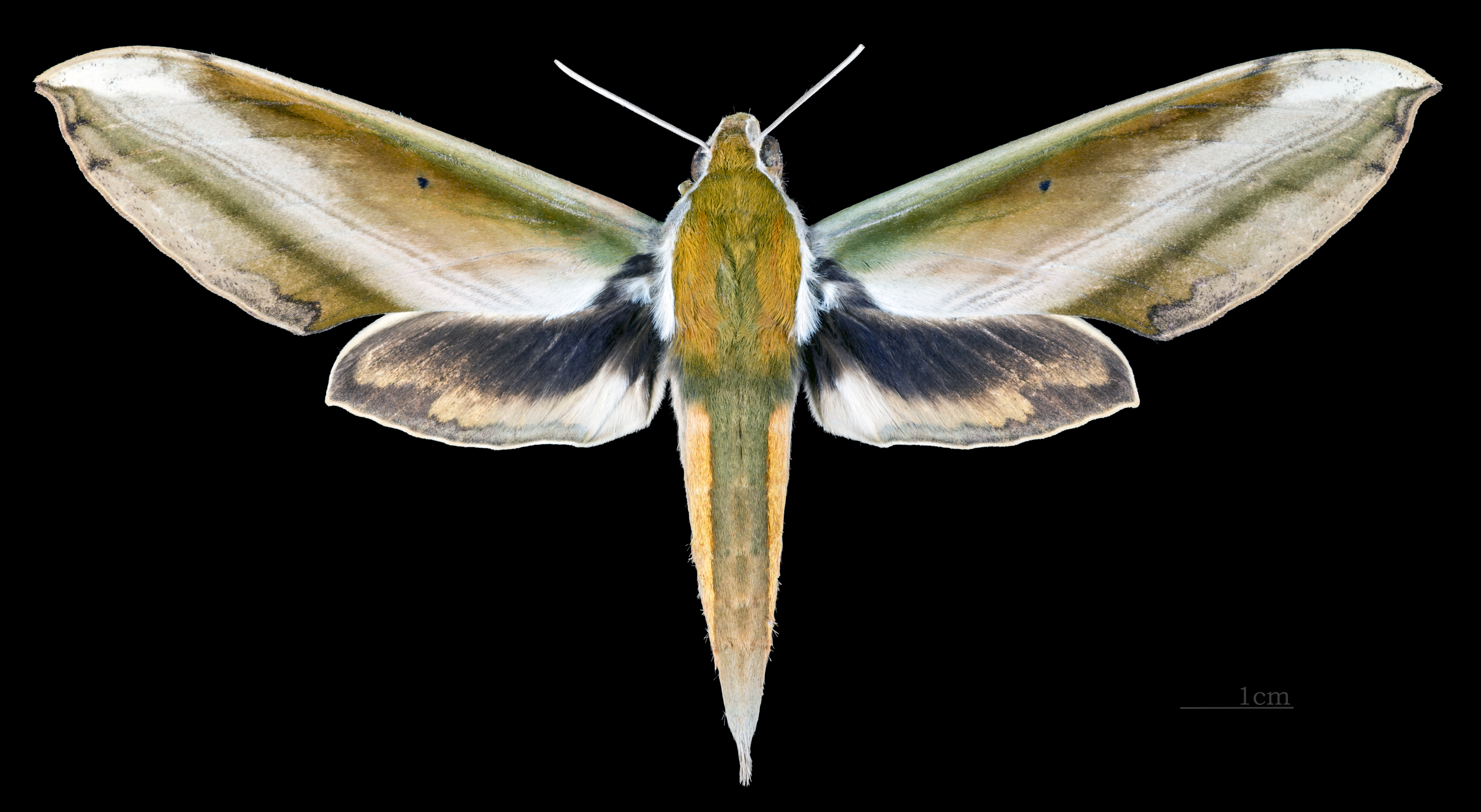
Theretra nessus ♀
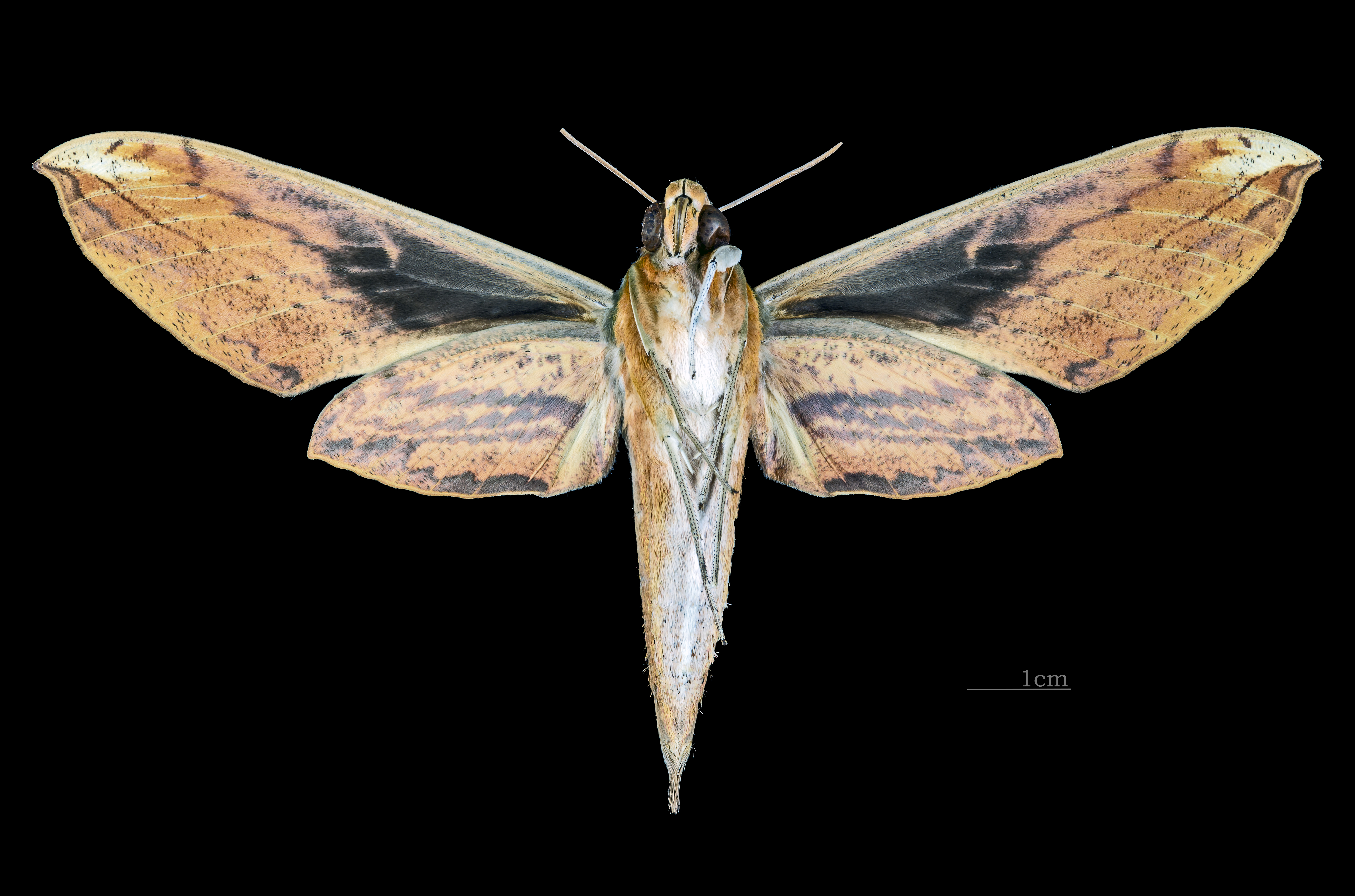
Theretra nessus ♀ △